# Горрево, Луи де
Луи де Горрево (фр. Louis de Gorrevod; 1473, Пьемонт — 22 апреля 1535, Сен-Жан-де-Морьен) — савойский церковный деятель, епископ Сен-Жан-де-Морьена и Бурк-ан-Бреса, кардинал.

## Биография
Сын савойского рыцаря Жана де Горрево, из младшей линии старинного савойского дома де Горрево, и Жанны де Лориоль-Шаль, брат Лорана де Горрево.
Начал духовную карьеру благодаря протекции дяди по материнской линии Жана де Лориоля, епископа Ниццы. 27 января 1499 назначен папой Александром VI каноником в Женеву. Стал певчим в кафедральном капитуле. После смерти в июле 1499 Этьена де Мореля, епископа Сен-Жан-де-Морьена и администратора аббатства Амброне, родственника Луи, тот был 29 июля избран епархиальным капитулом в качестве преемника.
Новому прелату было всего 26 лет, но, согласно отчету о слушаниях при его избрании, «это был вполне достойный субъект, знатной породы и чистой жизни, сведущий в реальном знании, а также сильный в изучении Писания, как и в теологии, а кроме того, любезный человек, скромный, терпимый и мягкий, приветливый и гостеприимный».
Епископ упрочил свою репутацию, издав 2 мая 1506 конституции для своего диоцеза. Также был аббатом-коммендатарием бенедиктинского аббатства Сен-Пьер-де-Бессуа в Лангрском диоцезе.
4 декабря 1501 Луи де Горрево в Роменмотье сочетал браком герцога Филиберта II Доброго и Маргариту Австрийскую.
в 1507—1509 годах несколько раз замещал епископа Женевы Франсуа Брюно.
Герцог Карл II поручал епископу различные дипломатические миссии: к папе, генералам имперских армий в Северной Италии, к правительнице Нидерландов Маргарите Австрийской, которая просила для этого прелата кардинальскую шапку еще в 1512 году. Луи де Горрево представлял интересы герцога на Латеранском соборе.
21 мая 1515 буллой Льва X учреждалось епископство в Бурк-ан-Бресе, и Луи де Горрево был назначен на новую кафедру. Решение о создании новой епархии было благодарностью за то, что герцог Савойский после долгих колебаний все же согласился выдать свою сестру Филиберту за брата папы Джулиано Медичи. В конце года Луи прибыл в свою новую епархию.
Жалобы капитула и архиепископа Лиона, диоцез которого этим решением был расчленен, а также энергичные протесты Франциска I и коннетабля де Бурбона, сеньора Домба, вошедшего в состав новой епархии, заставили Льва X 1 октября 1516 издать новую буллу, упразднявшую первую. Это решение было следствием победы французов при Мариньяно и свидания в Болонье. Тем не менее, папа разрешил Луи использовать деньги, полученные в ликвидированной епархии от продажи индульгенций, для строительства церкви Богоматери.
Карл V, став императором, добился от Льва издания третьей буллы (13.12.1521), восстанавливавшей Бресское епископство, но Павел III своей буллой от 4 января 1534 окончательно его упразднил.
Маргарита Австрийская, несмотря на неоднократные демарши, не смогла добиться кардинальской шапки для Луи де Горрево, и только в правление Климента VII тот 9 марта 1530 был возведен в сан кардинала, получив 16 мая титул Сан-Чезарео-ин-Палатио.
5 декабря 1530 был назначен легатом a latere во всех государствах Савойского дома. В 1532 году отказался от епископства в Сен-Жан-де-Морьене в пользу своего племянника Жана-Филибера де Лориоль де Шаля.
Не принимал участия в конклаве 1534 года. Согласно завещанию, был погребен в кафедральном соборе Иоанна Крестителя в Сен-Жан-де-Морьене.
Самюэль Гишнон, и опирающиеся на его работу Минь и Бертон именуют Луи де Горрево князем Священной Римской империи. В литературе кардинал иногда называется Луи II де Горрево, так как еще один Луи де Горрево, избранный епископ Сен-Жан-де-Морьена, был возведен в сан кардинала антипапой Бенедиктом XIII в 1394 году.